# Figurentheater Winter
Das Figurentheater Winter wurde 1996 in Finnland auf der Inselgruppe Åland von
der Puppenspielerin und Schriftstellerin Maren Winter und dem Kabarettisten Willi Winter gegründet.
Die Inszenierungen waren auf skandinavischen Theatertagen ebenso vertreten wie auf internationalen Festivals in Deutschland und Österreich. Seit 2000 hat die Bühne ihren Sitz in Mecklenburg-Vorpommern und reist als Tourneetheater durch den gesamten deutschsprachigen Raum.
Die Stücke werden in einer Mischform aus Puppentheater und Schauspiel inszeniert. Licht, Musik und stimmungsvolle Bilder unterstützen die Atmosphäre und werden mit spannungsreichem Spiel kontrastiert. Das Repertoire wechselt zwischen Literaturvorlagen und selbstentwickelten Geschichten. Es richtet sich an Kindergärten, Schulen und vor allem an Familien.
Das Theater ist Mitglied bei
- Verband Deutscher Puppentheater
- Landesverband freie Theater Mecklenburg-Vorpommern